# Didier Agathe
Didier Agathe (Saint-Pierre, Réunion, 16 augustus 1975) is een professionele voetballer die sinds 2007 bij JS Saint-Pierroise speelt. Agathe is een middenvelder. De Fransman speelde hiervoor onder meer bij het Schotse Celtic.

## Carrière
Hij begon zijn carrière in Frankrijk bij Montpellier HSC, en werd gedurende één seizoen uitgeleend aan Olympique Alès. Hij verhuisde in 1999 naar Schotland, waar hij een jaar voor Raith Rovers speelde. Op dat moment speelde hij vooral in de spits, en door zijn vele goals werd hij opgemerkt door het grotere Hibernian, dat hem een contract aanbood. Ook hier speelde hij niet onverdienstelijk, en in 2000 verhuisde hij naar Celtic, in een transfer waar £50.000 mee gemoeid was. Tijdens zijn tijd Celtic Park, had hij geregeld een basisplaats in het team dat de finale van de UEFA Cuphaalde in 2003.
In het seizoen 2005-2006 werd hij regelmatig geslachtofferd door de nieuwe trainer, Gordon Strachan. Agathe werd gelinkt aan een groot aantal clubs, waaronder Valencia CF, Juventus, Middlesbrough en Leeds United. Desondanks kwam het niet tot een contract met een van deze ploegen. In februari 2006 werd zijn contract ontbonden, zodat hij buiten de transferperiode een club kon vinden. Hij probeerde het bij AS Roma, Middlesbrough, Blackburn Rovers, Bolton Wanderers en  Torino, maar een contract bleef uit.
Om zijn conditie op peil te houden trainde hij bij Aston Villa, en speelde op 29 augustus 2006 een wedstrijd voor de reserves tegen Reading. Zijn prestaties in deze wedstrijd leverde hem een kort contract op op Villa Park, which. Agathe maakte zijn debuut voor de Villans tijdens de thuiswedstrijd tegen Tottenham Hotspur, als invaller voor Milan Baroš in de wedstrijd die in 1-1 eindigde. Uiteindelijk speelde hij vijf wedstrijden voor Aston Villa. In 2007 keerde hij terug naar Réunion en ging er spelen bij JS Saint-Pierroise.